# Чемпионат мира по шорт-треку среди команд 2000
Чемпионат мира по шорт-треку среди команд 2000 года проходил  4 марта в  Гааге (Нидерланды).

## Система состязаний
Для участия в чемпионате автоматически квалифицировались первые восемь стран по итогам кубка мира. По 4 конькобежца от каждой страны участвовало в гонках на 500 м и на 1000 м, по 2 конькобежца — в гонке на 3000 м, плюс проходило первенство в эстафете (на 3000 м для женщин, на 5000 м — для мужчин).

## Участники чемпионата

### Мужчины
| Место | Участники        | Очки |
| ----- | ---------------- | ---- |
| 1     | Канада           | 46   |
| 2     | Республика Корея | 46   |
| 3     | Италия           | 37   |
| 4     | Китай            | 28   |
| 5     | США              | 28   |
| 6     | Япония           | 27   |
| 7     | Нидерланды       | 19   |

### Женщины
| Место | Участники        | Очки |
| ----- | ---------------- | ---- |
| 1     | Китай            | 60   |
| 2     | Республика Корея | 53   |
| 3     | Япония           | 34   |
| 4     | Канада           | 30   |
| 5     | Италия           | 25   |
| 6     | США              | 19   |
| 7     | Нидерланды       | 16   |

## Призёры чемпионата

### Мужчины
| Дисциплина | Золото                                                                                      | Серебро                                                                          | Бронза                                                                                            |
| ---------- | ------------------------------------------------------------------------------------------- | -------------------------------------------------------------------------------- | ------------------------------------------------------------------------------------------------- |
| Команды    | Канада · Марк Ганьон · Эрик Бедар · Матье Тюркотт · Джонатан Гильметт · Франсуа-Луи Трамбле | Республика Корея · Ким Дон Сун · Ли Сын Джэ · Мин Рен · О Се Джон · Ли Джун Хван | Италия · Фабио Карта · Никола Франческина · Микеле Антониоли · Никола Родигари · Маурицио Карнино |

### Женщины
| Дисциплина | Золото                                                                | Серебро                                                                            | Бронза                                                                             |
| ---------- | --------------------------------------------------------------------- | ---------------------------------------------------------------------------------- | ---------------------------------------------------------------------------------- |
| Команды    | Китай · Ян Ян (A) · Ян Ян (S) · Ван Чуньлу · Сунь Даньдань · Лю Сяоин | Республика Корея · Чхве Мин Гён · Ан Сан Ми · Чу Мин Джин · Пак Хе Вон · Ким Ян Хи | Япония · Нобуко Ямада · Юка Камино · Чикаге Танака · Миёки Озава · Икуэ Тесигавара |